# Cratere Garlon
Garlon è un cratere sulla superficie di Giapeto.